# Front de gauche (Frankrig)
Front de gauche, forkortet FDG eller FG (officielt: Front de gauche pour changer d'Europe) (dansk: Venstrefronten) er en fransk venstreorienteret valgalliance, der blev stiftet den 18. november 2008, dvs. forud for Europa-Parlamentsvalget i 2009.

## Partier
De vigtigste partier i  valgalliancen er Venstrepartiet og Kommunistpartiet

## Europa-Parlamentet
Valgalliancen fik valgt fem medlemmer til Europa-Parlamentet i 2009 og fire medlemmer i 2014. 
Valgalliancen er tilsluttet Europæisk Venstreparti, og dets Europa-Parlamentarikere er medlemmer af Forenede Europæiske Venstrefløj/Nordisk Grønne Venstre.

## Nationalforsamlingen
Ved valget i 2012 fik Venstrefronten procent 6,91 af stemmerne ved første valgrunde, og ved anden runde fik valgalliancen valgt 10 medlemmer ind i nationalforsamlingen.

## Senatet
I 2016 havde Venstrefronten 20 medlemmer af senatet.

## Præsidentvalg
Ved præsidentvalget i 2012 fik Jean-Luc Mélenchon, der var Valgalliancens kandidat, 11,19 procent af stemmerne ved første runde, men han ikke gik videre til valgets anden runde.

## Lokale og regionale valg
Venstrefronten har 37 medlemmer i regionsrådene og 142 medlemmer i departementernes råd.
I de 67 større byer (med over 70.000 indbyggere) har valgalliancen 5 borgmesterposter.